# Xã Sumpter, Quận Bradley, Arkansas
Xã Sumpter (tiếng Anh: Sumpter Township) là một xã thuộc quận Bradley, tiểu bang Arkansas, Hoa Kỳ. Năm 2010, dân số của xã này là 126 người.